# Большое Молочное (деревня)
Большое Молочное — деревня в Буйском районе Костромской области. Входит в состав Центрального сельского поселения.

## География
Находится в западной части Костромской области на расстоянии приблизительно 4 км юго-запад по прямой от железнодорожного моста через Кострому в районном центре городе Буй на левом берегу Костромы.

## История
В 1872 году здесь (тогда деревня Молочново) было учтено 12 дворов, в 1907 году (уже Большое Молочное) — 34.

## Население
Постоянное население составляло 86 человек (1872 год), 127 (1897), 77 (1907), 18 в 2002 году (русские 100 %), 7 в 2022.